# Turis Fratyr
Turis Fratyr debitantski je studijski album njemačkog folk metal sastava Equilibrium. Album je 14. veljače 2005. godine objavila diskografska kuća Black Attakk Records.

## Popis pjesama
Tekstovi: Helge Stang, glazba: René Berthiaume.
| 1.    | »Turis Fratyr« (instrumental)                    | 0:34 |
| 2.    | »Wingthors Hammer« (Wingthorov čekić)            | 6:40 |
| 3.    | »Unter der Eiche« (Pod hrastom)                  | 4:50 |
| 4.    | »Der Sturm« (Oluja)                              | 3:45 |
| 5.    | »Widars Hallen« (Widarove dvorane)               | 8:15 |
| 6.    | »Met« (Medovina)                                 | 2:23 |
| 7.    | »Heimdalls Ruf« (Heimdallov poziv, instrumental) | 1:50 |
| 8.    | »Die Prophezeiung« (Proročanstvo)                | 5:18 |
| 9.    | »Nordheim« (Sjeverni dom)                        | 5:11 |
| 10.   | »Im Fackelschein« (U buktinji, instrumental)     | 1:58 |
| 11.   | »Tote Heldensagen« (Legende o mrtvim herojima)   | 9:10 |
| 12.   | »Wald der Freiheit« (Šuma slobode, instrumental) | 3:00 |
| 52:54 |                                                  |      |

| Bonus pjesma s digipak inačice | Bonus pjesma s digipak inačice | Bonus pjesma s digipak inačice | Bonus pjesma s digipak inačice | Bonus pjesma s digipak inačice | Bonus pjesma s digipak inačice | Bonus pjesma s digipak inačice | Bonus pjesma s digipak inačice | Bonus pjesma s digipak inačice | Bonus pjesma s digipak inačice |
| Br.                            | Skladba                        | Trajanje                       |                                |                                |                                |                                |                                |                                |                                |
| ------------------------------ | ------------------------------ | ------------------------------ | ------------------------------ | ------------------------------ | ------------------------------ | ------------------------------ | ------------------------------ | ------------------------------ | ------------------------------ |
| 13.                            | »Shingo Murata«                | 5:27                           |                                |                                |                                |                                |                                |                                |                                |
| 58:21                          |                                |                                |                                |                                |                                |                                |                                |                                |                                |

## Zasluge
| Equilibrium - Helge Stang – vokali - René Berthiaume – gitara - Andreas Völkl – gitara - Sandra Völkl – bas-gitara - Julius Koblitzek – bubnjevi | Dodatni glazbenici - Gaby Koss – vokali Ostalo osoblje - Bella Palazzo – ilustracije - www.mathias-huber.com – naslovnica - René Berthiaume – snimanje, produkcija - Seref-Alexander Badir – snimanje |